# Йонас Йогансен
Йонас Йогансен (норв. Jonas Johansen, нар. 22 березня 1985, Тромсе) — норвезький футболіст, півзахисник клубу «Тромсе».

## Ігрова кар'єра
У дорослому футболі дебютував 2002 року виступами за команду клубу «Тромсе», в якій провів три сезони, взявши участь у 38 матчах чемпіонату. 
Згодом з 2005 по 2013 рік грав у складі команд клубів «Алта», «Тромсе», «Гаугесун», «Конгсвінгер» та «Тромсдален».
До складу клубу «Тромсе» повернувся 2014 року. Відтоді встиг відіграти за команду з Тромсе 18 матчів в національному чемпіонаті.